# Tommy Wright
Tommy Wright (Liverpool, 1944. október 21. –) angol válogatott labdarúgó.
Az angol válogatott tagjaként részt vett az 1968-as Európa-bajnokságon és az 1970-es világbajnokságon.

## Pályafutása

### A válogatottban
1968 és 1970 között 12 alkalommal szerepelt az angol válogatottban. Tagja volt az 1968-as Európa-bajnokságon bronzérmet szerző csapatnak.

## Sikerei, díjai
Everton
- Angol bajnok (2): 1962–63, 1969–70
- Angol kupa (1): 1965–66
- Angol szuperkupa (21): 1963, 1970

Anglia
- Európa-bajnoki bronzérmes (1): 1968